# Vieira da Cunha
Carlos Eduardo Vieira da Cunha (Cachoeira do Sul, 31 de março de 1960) é um político e procurador de Justiça do Rio Grande do Sul, vice-presidente da Internacional Socialista para a América Latina e Caribe.
Filiado ao PDT desde 1981, já foi vereador, deputado estadual e federal, além de ter sido Secretário de Estado da Educação do Governo José Ivo Sartori, até junho de 2016. Da Assembleia Legislativa gaúcha, Vieira da Cunha foi presidente em 2004, e na Câmara dos Deputados do Brasil, foi presidente da Comissão de Relações Exteriores e de Defesa Nacional em 2007.

## Vida pessoal, acadêmica e profissional
Vieira da Cunha é o mais velho dos seis filhos de Carlos Salzano Vieira da Cunha e de Ophelia Torelli Vieira da Cunha. Casado com Luciane Bolzan Vieira da Cunha, é pai de Carlos, de Eduardo, e das gêmeas Marina e Alice.
Vieira alfabetizou-se no Colégio Marista Conceição, em Passo Fundo, e viveu parte da infância no município de Jaguari.
Em 1982, formou-se em Direito na Universidade Federal do Rio Grande do Sul (UFRGS), tendo ingressado na carreira do Ministério Público quatro anos depois.

## Vida Política

### Início da Vida Política
Aos 15 anos, já residindo em Porto Alegre, presidiu o grêmio estudantil do Colégio Anchieta. Aos 19 anos, estudante da Faculdade de Direito da Universidade Federal do Rio Grande do Sul (UFRGS), presidiu o Centro Acadêmico André da Rocha. Com a redemocratização do país, em 1981, estudou os programas de todos os partidos e decidiu-se pelo PDT, por seu compromisso com a educação. Atuaria politicamente na Juventude Socialista do PDT, chegando a ser eleito Presidente da JS em Porto Alegre em 1984 e Membro do Diretório Nacional da JS, no III Congresso Nacional em fevereiro de 1985. Exerceu advocacia em Osório até 1986, ano em que assumiu uma cadeira na Câmara Municipal de Porto Alegre.

### Vereador
Em 1986, tomou posse como vereador do PDT (Partido Democrático Trabalhista) em Porto Alegre. No mesmo ano, assumiu a direção geral do Departamento Municipal de Limpeza Urbana (DMLU), durante a administração do então prefeito Alceu Collares. À frente do órgão, Vieira realizou uma gestão competente e inovadora liderando a campanha do “Urbano Limpeza”, ocasião em que a cidade foi escolhida a capital mais limpa do país. Voltou a ocupar uma cadeira de vereador em 1989, na Constituinte, e, no início da década de 1990, foi presidente da Companhia Estadual de Energia Elétrica (CEEE) e trabalhou pelo saneamento da empresa, cobrando judicialmente uma dívida do Governo Federal, que devolveu aos cofres públicos mais de R$ 3 bilhões.

### Deputado Estadual
Em 1994, elegeu-se deputado estadual para o primeiro de três mandatos. Foi líder do PDT na Assembleia Legislativa, presidente da Comissão de Constituição e Justiça, relator da CPI de Segurança Pública e, em 2004, assumiu a presidência da Casa.

### Deputado Federal
Em 2006, elegeu-se deputado federal pela primeira vez, sendo reeleito em 2010. Na Câmara, Vieira presidiu as comissões de Relações Exteriores e Defesa Nacional e de Seguridade Social e Família. Vieira da Cunha foi o líder da bancada do PDT na Câmara dos Deputados. Também foi membro titular da Comissão de Constituição e Justiça e Cidadania, membro suplente da Comissão de Relações Exteriores e Defesa Nacional e presidente da Comissão Especial que tratou sobre mudanças na aplicação de medidas socioeducativas a adolescentes infratores.
O deputado ainda exerceu as funções de primeiro vice-presidente nacional do partido, presidente do PDT de Porto Alegre e vice-presidente da Internacional Socialista, ocupando a cadeira que foi de Leonel Brizola.
Em 2014, concorre ao governo do estado do Rio Grande do Sul, não chegando ao segundo turno. Com a eleição de José Ivo Sartori para governador do estado, Vieira da Cunha foi nomeado Secretário Estadual de Educação, cargo que exerceu até junho de 2016,quando reassumiu suas funções de membro do Ministério Público do Estado do Rio Grande do Sul. Atualmente é  Procurador de Justiça junto à Terceira Câmara Criminal do Tribunal de Justiça do Estado do Rio Grande do Sul.
Vieira foi candidato pelo Partido Democrático Trabalhista ao Paço Municipal de Porto Alegre nas eleições de 1996 e 2004.

### Leonel Brizola: inspiração e amizade

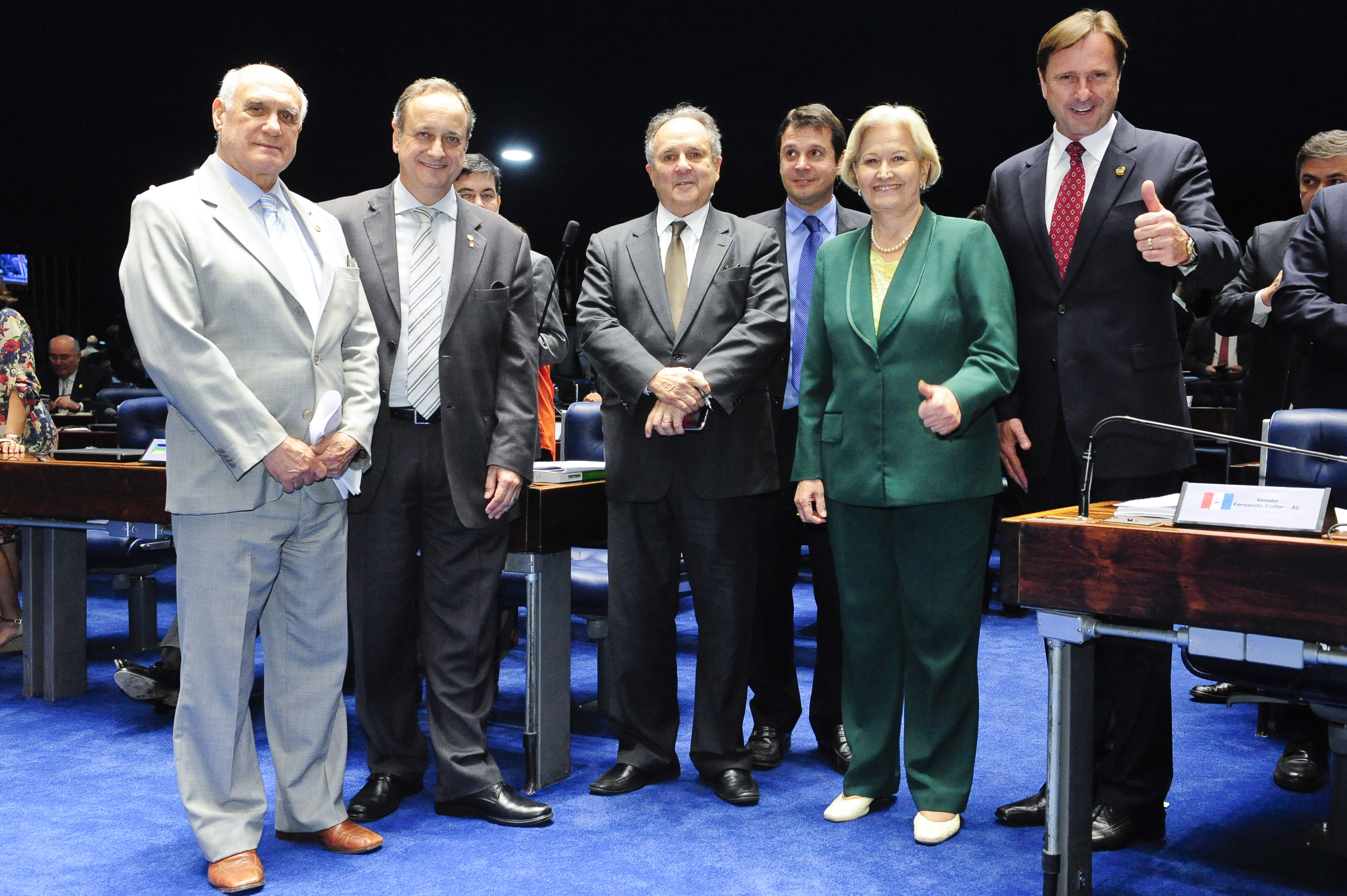
Vieira da Cunha em visita ao Senado Federal por ocasião da aprovação em plenário da inclusão, proposta por ele quando ainda deputado, em 2013, de Brizola no Livro dos Heróis da Pátria. Da esquerda para a direita: o senador Lasier Martins (PDT-RS), o então secretário da educação Vieira da Cunha, e os senadores Cristovam Buarque (então PDT-DF), José Reguffe (então PDT-DF), Ana Amélia Lemos (PP-RS) e Acir Gurgacz (PDT-RO).

O primeiro contato pessoal de Vieira da Cunha com o Governador Leonel Brizola deu-se logo depois a sua chegada do exílio. Na época, Vieira era Presidente do Centro Acadêmico André da Rocha, da Faculdade de Direito da UFRGS e organizava um seminário intitulado "Rumos da Oposição Brasileira". Estavam todos curiosos por saber quais os partidos que se reorganizariam com a reconquista da democracia no Brasil. Foi, então, que os estudantes de Direito da UFRGS levaram à Assembleia Legislativa do Rio Grande do Sul os principais líderes nacionais dos partidos políticos que haviam se reorganizado.
Era o ano de 1980, o Governador Leonel Brizola fez um pronunciamento sobre o que era o trabalhismo, os compromissos do trabalhismo, sobre sua trajetória histórica, sobre o Movimento de 64. Vieira, ainda estudante de direito, identificou-se imediatamente com as suas ideias, com o programa daquele Partido que se reorganizava, e, ali mesmo, naquela palestra, decidiu que aquele seria o seu caminho político-partidário. Em 1981, aos 21 anos de idade, filiou-se ao Partido Democrático Trabalhista. Militou na juventude do Partido inicialmente, depois concorreu como candidato a vereador, em 1982, nas primeiras eleições pós-Ditadura. Em 1986, assumiu uma cadeira na Câmara de Vereadores de Porto Alegre, ocasião em que teve a oportunidade de prestar uma homenagem ao Governador Leonel Brizola por ocasião da passagem dos 25 anos do Movimento da Legalidade (movimento cívico-popular liderado por Leonel Brizola que garantiu a posse de João Goulart na presidência da República em agosto de 1961).
Brizolista assumido, Vieira tem no líder da Legalidade uma de suas inspirações para fazer uma política inovadora, eficiente e honesta. Segundo Vieira da Cunha, “além de ser um líder corajoso e ousado, um administrador de mão cheia, inovador, Leonel Brizola tinha a marca da honradez e da probidade. Era daqueles homens públicos com a característica da retidão de conduta. Numa época em que muitos políticos se satisfazem com as migalhas do poder, o exemplo de Leonel Brizola se agiganta, porque foi um homem que, por fidelidade aos seus princípios, rompeu com os governos que ajudou a eleger - no Rio de Janeiro, com Anthony Garotinho; no plano federal, com Luiz Inácio Lula da Silva, pois tais governantes haviam-se afastado daqueles compromissos que levaram Leonel Brizola a apoiá-los nas suas respectivas eleições. Rompeu com os Poderes Estadual e Federal para ficar em paz com a sua consciência, fiel aos seus compromissos e princípios”. 